# Prosopogryllacris simulans
Prosopogryllacris simulans är en insektsart som beskrevs av Ichikawa 2001. Prosopogryllacris simulans ingår i släktet Prosopogryllacris och familjen Gryllacrididae. Inga underarter finns listade i Catalogue of Life.